# Metro w Montrealu
Metro w Montrealu – rozbudowany system komunikacji podziemnej w Montrealu, w kanadyjskiej prowincji Quebec.
Pierwsze dwie linie otwarte zostały w 1966 roku, był to drugi zbudowany system metra w Kanadzie po Toronto, do dziś budowane są kolejne stacje, ostatnie powstały 28 kwietnia 2007.

## Historia
Zielona linia, otwarta uroczyście 14 października 1966, biegła z Atwater do Papineau. Linia Pomarańczowa wiodła między Place d’Armes i Henri-Bourassa. 19 i 21 grudnia do zielonej linii dodano jeszcze 2 stacje Frontenac i Beaudry. 31 marca 1967 uruchomiono linię żółtą.
W późniejszych latach aż do 1986 roku następne stacje powstawały tylko na zielonej i pomarańczowej linii. Do dziś te 2 linie są najdłuższymi odcinkami montrealskiego metra.
W 1987 roku do systemu dołącza niebieska linia prowadząca z Parc (1987) i do Snowdon (1988).
28 kwietnia 2007 włączono do ruchu nowy 5-kilometrowy odcinek trasy na przedmieściu Laval. Budowa tego odcinka pochłonęła 745 milionów dolarów kanadyjskich, czyli zbudowanie jednego kilometra trasy wyniosło 143,2 milionów dolarów kanadyjskich. Nowe stacje nazywają się Cartier, De la Concorde i Montmorency, który jest przystankiem końcowym tej linii. Wszystkie trzy stacje znajdują się po drugiej stronie rzeki Rivière des Prairies w Laval.
| Linia | Kolor        | Trasa                                           | Otwarcie | Długość | Liczba stacji |
| ----- | ------------ | ----------------------------------------------- | -------- | ------- | ------------- |
| 1     | Zielona      | Angrignon ↔ Honoré-Beaugrand                    | 1966     | 22,1 km | 27            |
| 2     | Pomarańczowa | Côte-Vertu ↔ Montmorency                        | 1966     | 30,0 km | 31            |
| 4     | Żółta        | Berri-UQÀM ↔ Longueuil–Université-de-Sherbrooke | 1967     | 4,25 km | 3             |
| 5     | Niebieska    | Snowdon ↔ Saint-Michel                          | 1986     | 9,7 km  | 12            |